# Борис Шаранков
Борис Шаранков е бивш български футболист, нападател. Един от най-известните футболисти в миналото.

## Биография
Още в гимназията в София се оформя като опитен играч и при създаването на Славия става капитан на първия отбор. Доброволец в Македоно-одринското опълчение. През Първата световна война е в състава на българската конница.
Нелегално прекосява Черно море с лодка до Съветска Русия, участва в Гражданската война като командир на полк в Първа конна армия на Семьон Будьони. През Втората световна война нелегално се прехвърля в България и за втори път прекосява Черно море на път за СССР. Завръща се в родината след Деветосептемврийския преврат.